# Małocice (gromada)
Małocice – dawna gromada, czyli najmniejsza jednostka podziału terytorialnego Polskiej Rzeczypospolitej Ludowej w latach 1954–1972.
Gromady, z gromadzkimi radami narodowymi (GRN) jako organami władzy najniższego stopnia na wsi, funkcjonowały od reformy reorganizującej administrację wiejską przeprowadzonej jesienią 1954 do momentu ich zniesienia z dniem 1 stycznia 1973, tym samym wypierając organizację gminną w latach 1954–1972.
Gromadę Małocice z siedzibą GRN w Małocicach utworzono – jako jedną z 8759 gromad na obszarze Polski – w powiecie nowodworskim w woj. warszawskim, na mocy uchwały nr VI/10/9/54 WRN w Warszawie z dnia 5 października 1954. W skład jednostki weszły obszary dotychczasowych gromad Augustówek, Brzozówka, Jesionka, Janów-Mikołajówka, Małocice, Truskawka, Wólka Czosnowska i Wrzosówka ze zniesionej gminy Kazuń w powiecie nowodworskim oraz kolonia Truskawka z dotychczasowej gromady Buda ze zniesionej gminy Zaborów w powiecie pruszkowskim (woj. warszawskie). Dla gromady ustalono 11 członków gromadzkiej rady narodowej.
31 grudnia 1959 z gromady Małocice wyłączono wsie Brzozówka, Janowo, Mikołajówka i Truskawka, włączając je do gromady Sowia Wola w tymże powiecie, po czym gromadę Małocice zniesiono a jej (pozostały) obszar włączono do gromady Czosnów tamże.